# Mario Pejazic
Mario Pejazic (* 21. Jänner 2005 in Steyr) ist ein österreichischer Fußballspieler.

## Karriere

### Verein
Pejazic begann seine Karriere beim SK Vorwärts Steyr. Im März 2018 wechselte er zum LASK. Zur Saison 2018/19 wechselte er zum FC Red Bull Salzburg, bei dem er ab der Saison 2019/20 sämtliche Altersstufen in der Akademie durchlief. Mit der U-19-Mannschaft der Salzburger erreichte er in der Saison 2021/22 das Finale der UEFA Youth League.
Zur Saison 2022/23 rückte er in den Kader des Farmteams FC Liefering. Sein Debüt in der 2. Liga gab er dann im Juli 2022, als er am ersten Spieltag jener Saison gegen die Young Violets Austria Wien in der Startelf stand. Für Liefering kam er insgesamt zu 27 Zweitligaeinsätzen.
Im Februar 2024 wechselte er leihweise zum Ligakonkurrenten SV Lafnitz. Nach dem Ende der Leihe kehrte er nicht mehr nach Salzburg zurück. Anschließend wechselte er zur Saison 2024/25 nach Italien zur U-19 der US Lecce.
Nach einem Jahr in Italien wechselte Pejazic zur Saison 2025/26 in die Slowakei zum Erstligisten FC Košice.

### Nationalmannschaft
Pejazic spielte im Oktober 2019 erstmals für eine österreichische Jugendnationalauswahl. Im Mai 2022 absolvierte er gegen Nordmazedonien zwei Partien im U-17-Team. Im September 2022 debütierte er gegen Litauen für die U-19-Auswahl.
Im November 2022 spielte er gegen Nordirland erstmals für die U-18-Auswahl.